# Agosto (film)
Agosto è un film del 1994 diretto da Massimo Spano. 
Si tratta dell'esordio per Spano come regista e sceneggiatore.

## Trama
La storia si svolge in un quartiere periferico di Roma e vede protagonista una coppia di innamorati: Federico e Silvia, che vivono sotto lo stesso tetto.
Il rapporto sentimentale tra Silvia e Federico è ormai logoro ed entrambi vivono nell'apatica quotidianità di tutti i giorni senza più stimoli emozionali da parte di niente e di nessuno; non essendoci più tra i due alcun sentimento d'amore ed essendo stanchi l'uno dell'altra, un caldo giorno d'estate, complice anche l'afa, il loro legame si spezza in modo permanente dopo un litigio con l'avvertimento (da parte di Silvia) di essere in procinto di andarsene, abbandonando il compagno.
Federico, consapevole di quanto sta succedendo, prima della partenza di Silvia, prova con svariati tentativi a persuadere la donna della sua vita a cambiar decisione facendo leva sul fatto che si tratta di una misura drasticamente sbagliata; inoltre durante i giorni di "tensione" tra Silvia e Federico, gli amici della coppia intervengono, a turno, per cercare di riavvicinarli.
Trascorso del tempo, fra trattative e varie discussioni, Federico e Silvia recuperano il loro rapporto dandosi un appuntamento chiarificatore per fare un bilancio sentimentale reciproco, ma quando sarà il momento della verità, Silvia sfuggirà ai suoi propositi precedentemente promessi in quanto, consapevole del fatto che nulla cambierà rispetto a un momento prima della rottura del rapporto sentimentale; Federico quindi, rimarrà ad aspettare invano l'arrivo della donna che in quel momento sarà già lontana.

## Distribuzione
La pellicola è stata distribuita dal 20 novembre 1994.